# ریچارد باروله
ریچارد باروله (انگلیسی: Richard Barroilhet؛ زادهٔ ۲۹ اوت ۱۹۹۲) بازیکن فوتبال اهل فرانسه است.
از باشگاه‌هایی که در آن بازی کرده‌است می‌توان به باشگاه فوتبال والویک، باشگاه فوتبال نانیتون تاون، و باشگاه فوتبال فولام اشاره کرد.
وی همچنین در تیم ملی فوتبال زیر ۱۹ سال فرانسه بازی کرده‌است.